# 29736 Fichtelberg
29736 Fichtelberg (1999 BE7) là một tiểu hành tinh vành đai chính được phát hiện ngày 21 tháng 1 năm 1999 bởi J. Kandler ở Volkssternwarte Drebach.